# Corruption en Russie
- Score supérieur à 79
- Score entre 70 et 79
- Score entre 60 et 69
- Score entre 50 et 59
- Score entre 40 et 49
- Score entre 30 et 39
- Score entre 20 et 29
- Score inférieur à 20
- Données indisponibles

La Russie souffre d'une très large corruption. Selon l'Indice de perception de la corruption 2024, le pays se classe au 154e rang sur 180 pays. 

## Évaluation de la corruption en Russie
Selon l'Indice de perception de la corruption publié par Transparency International en 2024, le pays se classe au 154e rang sur 180 pays. Alors que le score est resté stable de 2012 à 2020 (entre 27 et 30), une baisse continue et de plus en plus rapide s'enclenche à partir de cette année-là. En 2024, le score IPC atteint 22 sur 100, en recul de quatre points par rapport à 2023.
D'après plusieurs experts, le marché de la corruption dans le pays dépasse les 240 milliards de dollars américains en 2006. 
D'après un sondage mené en 2010, 15 % des Russes admettent avoir payé un pot de vin au cours des 12 derniers mois. Une étude démontre que plus les salaires seraient bas, et plus la corruption serait élevée.
D'après l'ancien conseiller de Boris Eltsine, Georgy Satarov, le montant global des pots de vin dans l'économie russe durant la dernière décennie a monté en flèche, passant de 33 milliards à plus de 400 milliards de dollars par an sous le gouvernement de Vladimir Poutine.
Entre 1999 et 2012, la corruption s'impose aux yeux de la population russe comme un enjeu politique majeur et progresse d'année en année parmi les préoccupations des Russes. 

## La corruption comme système de pouvoir
L’association à but non-lucratif European Centre for Press and Media Freedom (ECPMF) présente, en décembre 2022, une entrevue avec la journaliste russe Éléna Romanova qui se consacre au sujet de la corruption depuis une vingtaine d’années. Selon elle, cette corruption est basée sur des réseaux de népotisme et de clientélisme. 
Vladimir Poutine se sert de la corruption pour se maintenir au pouvoir et consolider le système l'entourant. Après la dislocation de l'URSS s'organise un système de capitalisme de connivence qui donne lieu à des « collusions entre élites économiques et administratives ».

## Conséquences
La corruption en Russie a des conséquences sur la population. L’office des Nations unies contre la drogue et le crime explique que la corruption a un effet sur le développement durable, sur l’efficacité économique, sur la pauvreté et sur les inégalités dans le système économique, politique et judiciaire à cause des défaillances causées par la corruption.
Dans le cadre de l'invasion de l'Ukraine par la Russie, le politologue ukrainien Anton Chekovtsov se réjouit de l'ampleur de la corruption en Russie. Il compare ce phénomène à de la rouille qui corroderait les institutions de l'État et, dans le cas de la Russie, affaiblirait les forces armées russes et les rendraient plus vulnérables et moins dangereuses.

## Lutte contre la corruption

### Instrumentalisation par l'État
Dans les années 1990, Boris Eltsine se rend populaire en s'en prenant aux abus et en se présentant comme intransigeant face à la corruption, tandis qu'en parallèle, l'État est capturé par les oligarques.
L'ancien président Dmitri Medvedev lance en 2009 une campagne anti-corruption dans le pays, mais qui n'a que peu d'effets,. Dès le début de la présidence de Vladimir Poutine, une rhétorique anti-corruption est utilisée par le pouvoir, mais elle sert surtout de slogan, revenant périodiquement avec les cycles électoraux. En 2013, Tatiana Stanovaïa relève « l'absence de politique anti-corruption cohérente de la part de l’État » et pointe le caractère répétitif du débat sur ce phénomène. 
Le pouvoir russe réduit également le phénomène à la seule dimension de la « corruption au quotidien », en ciblant notamment les médecins et enseignants afin d'épargner les hautes sphères du pouvoir et le secteur public, où a pourtant lieu la majorité de la corruption.
Le discours de lutte contre la corruption est aussi utilisé comme arme par le Kremlin afin de discréditer les ennemis politiques en exposant leurs pratiques illégales, tout en protégeant les responsables loyaux au pouvoir. En 2024 et 2025, le nombre de condamnations pour corruption augmente très fortement, visant principalement des hauts responsables militaires et politiques trop peu loyaux. La lutte contre la corruption permet ainsi au pouvoir « d’asseoir son autorité sur les élites dirigeantes ».
Le chercheur Gilles Favarel-Garrigues appelle ainsi, dans le cas de la Russie, à dissocier la corruption existant effectivement parmi les élites russes de la politique étatique de lutte anticorruption, un « combat [qui] obéit à sa propre logique : en permettant de discréditer de hauts responsables, voire de les exclure du jeu politique, il reflète et construit des rapports de force au sein des élites ».

### Actions de la société civile
Certaines institutions voient le jour afin de dénoncer l’usage de moyens comme la corruption par les dirigeants de la Russie, car cette corruption influence la politique russe. Par exemple, Alexeï Navalny, à l'origine de la création de la Fondation anticorruption, s'en prend dans ses vidéos aux plus hauts responsables de l'État, voire à Vladimir Poutine lui-même. En 2017, ses révélations sur l'enrichissement de Dmitri Medvedev donnent lieu à un important mouvement de protestation. 
Cependant, lorsque des médias ou des personnes tentent de dénoncer la corruption visant les plus hautes sphères du pouvoir, ces derniers sont ciblés. Alexeï Navalny est ainsi visé par de nombreuses procédures judiciaires, empoisonné, condamné puis retrouvé mort en prison. Il est présenté aux Russes comme un extrémiste. En 2019, le journaliste et militant anticorruption Ivan Golounov est lui arrêté en possession de drogue, qui aurait été cachée sur lui sur ordre d'un responsable de police mis en cause dans une de ses enquêtes, sans que le pouvoir central ne soit directement impliqué. 